# 杉山延寛
杉山 延寛（すぎやま のぶひろ、1981年 - ）は、日本のアニメーター、キャラクターデザイナー。シャフト所属。
多くのシャフト制作作品で作画監督を務めるほか、キャラクターデザインも行う。

## 参加作品

### テレビアニメ
2004年
- 月詠 -MOON PHASE-（作画監督）

2006年
- ぱにぽにだっしゅ!（作画監督）

2007年
- ef - a tale of memories（キャラクターデザイン・総作画監督・作画監督・原画・OP作画監督・ED作画監督）

2008年
- ef - a tale of melodies（キャラクターデザイン・総作画監督・作画監督・OP作画監督・ED作画監督）

2009年
- 夏のあらし!（OP原画）
- 懺・さよなら絶望先生（OP原画）
- 化物語（絵コンテ・作画監督・作画監督補佐・作画監督協力・原画）
- 夏のあらし! 〜春夏冬中〜（作画監督）

2010年
- ひだまりスケッチ×☆☆☆（作画監督・原画）
- 荒川アンダー ザ ブリッジ（キャラクターデザイン・総作画監督・作画監督・原画・OP作画監督）
- 荒川アンダー ザ ブリッジ×ブリッジ（キャラクターデザイン・総作画監督）

2011年
- 魔法少女まどか☆マギカ（原画）
- 電波女と青春男（総作画監督・絵コンテ・作画監督・ED作画監督）

2012年
- 偽物語（総作画監督）
- 猫物語(黒)（総作画監督・絵コンテ）

2013年
- 〈物語〉シリーズ セカンドシーズン（総作画監督・絵コンテ）

2014年
- ニセコイ（キャラクターデザイン）

2015年
- 幸腹グラフィティ（絵コンテ）
- ニセコイ:（キャラクターデザイン）
- 終物語（作画監督）

2016年
- 3月のライオン（キャラクターデザイン・総作画監督）

2018年
- Fate/EXTRA Last Encore（作画監督）

2019年
- 五等分の花嫁（作画監督）

2020年
- マギアレコード 魔法少女まどか☆マギカ外伝（総作画監督・作画監督）

2021年
- マギアレコード 魔法少女まどか☆マギカ外伝 2nd SEASON -覚醒前夜-（総作画監督）

2022年
- RWBY 氷雪帝国（キャラクターデザイン・総作画監督）

2025年
- 忍者と殺し屋のふたりぐらし（作画監督）

### OVA
- ひだまりスケッチ×365 特別編（2009年、原画）
- ニセコイ（2014年、キャラクターデザイン）

### Webアニメ
- 〈物語〉シリーズ オフ&モンスターシーズン（2024年、総作画監督・作画監督）